# Juniorvärldsmästerskapet i ishockey 1982
Juniorvärldsmästerskapet i ishockey 1982, JVM i ishockey 1982, var den sjätte upplagan av Juniorvärldsmästerskapet i ishockey som arrangerades av IIHF. 
Mästerskapet avgjordes i två divisioner som A- och B-JVM. Dessa divisioner spelades som två turneringar:
A-JVM spelades i bland annat Minneapolis, Minnesota, USA samt i Manitoba och Ontario i Kanada, under perioden 22 december 1981 - 2 januari 1982.
B-JVM i Heerenveen, Nederländerna, under perioden 16 - 20 mars 1982.
Totalt var sexton lag anmälda till spel. De åtta bästa lagen spelade A-JVM, de åtta näst bästa lagen spelade B-JVM.
Kanada vann sitt första JVM-guld, medan Tjeckoslovakien och Finland vann silver- och bronsmedaljer. Sverige som vann föregående års turnering slutade femma, på samma poäng som Sovjetunionen som knep fjärdeplatsen.
I B-JVM deltog Japan för första gången.
| A-JVM 1982 | A-JVM 1982      |
| ---------- | --------------- |
| Guld       | Kanada          |
| Silver     | Tjeckoslovakien |
| Brons      | Finland         |
| 4.         | Sovjetunionen   |
| 5.         | Sverige         |
| 6.         | USA             |
| 7.         | Västtyskland    |
| 8.         | Schweiz         |

| B-JM 1982 | B-JM 1982     |
| --------- | ------------- |
| 9.        | Norge         |
| 10.       | Österrike     |
| 11.       | Japan         |
| 12.       | Danmark       |
| 13.       | Frankrike     |
| 14.       | Italien       |
| 15.       | Nederländerna |
| 16.       | Jugoslavien   |

## A-JVM

### Spelplatser
Värdnation för turneringen var USA och matcherna spelades i ett antal städer i Minnesota. Några matcher spelades även i Kanada, i provinserna Manitoba och Ontario.

### Spelordning
Turneringen avgjordes genom att lagen spelade en omgång där alla lagen mötte alla. Det lag som efter sju omgångar placerade sig på första plats i tabellen utropades till juniorvärldsmästare i ishockey. Alla lag spelade sju matcher, där vinst gav två poäng, oavgjord en poäng och där inbördes möte gällde innan man delade på lag genom målskillnad i tabellen.

### Resultat
| Datum            | Match                           | Res.   | Periodres.  | Stad                   |
| ---------------- | ------------------------------- | ------ | ----------- | ---------------------- |
| 22 december 1981 | Kanada - Finland                | 5 - 1  | 3-0,1-1,1-1 | Winnipeg, Manitoba     |
| 22 december 1981 | Sverige - Schweiz               | 17 - 0 | 5-0,4-0,8-0 | Kenora, Ontario        |
| 22 december 1981 | Sovjetunionen - Västtyskland    | 12 - 3 |             | Duluth                 |
| 22 december 1981 | Tjeckoslovakien - USA           | 4 - 6  | 1-4,2-0,1-2 | Duluth                 |
| 23 december 1981 | Kanada - Sverige                | 3 - 2  | 0-1,1-0,2-1 | Winnipeg, Manitoba     |
| 23 december 1981 | Finland - Schweiz               | 14 - 2 |             | Brandon, Manitoba      |
| 23 december 1981 | Sovjetunionen - Tjeckoslovakien | 2 - 3  |             | Duluth                 |
| 23 december 1981 | Västtyskland - USA              | 8 - 1  |             | Duluth                 |
| 26 december 1981 | Kanada - Sovjetunionen          | 7 - 0  | 2-0,1-0,4-0 | Winnipeg, Manitoba     |
| 26 december 1981 | USA - Schweiz                   | 6 - 3  | 3-0,2-2,1-1 | Grand Rapids, Michigan |
| 26 december 1981 | Sverige - Västtyskland          | 5 - 1  | 1-1,3-0,1-0 | Brainerd, Minnesota    |
| 26 december 1981 | Tjeckoslovakien - Finland       | 5 - 1  | 2-0,2-0,1-1 | Virginia, Minnesota    |
| 27 december 1981 | Kanada - USA                    | 5 - 4  | 0-2,4-1,1-1 | Bloomington, Minnesota |
| 27 december 1981 | Sverige - Tjeckoslovakien       | 6 - 4  | 5-0,4-0,8-0 | Bloomington, Minnesota |
| 27 december 1981 | Sovjetunionen - Schweiz         | 11 - 4 |             | International Falls    |
| 27 december 1981 | Finland - Västtyskland          | 8 - 4  |             | St. Cloud, Minnesota   |
| 29 december 1981 | Kanada - Västtyskland           | 11 - 3 | 4-0,4-2,3-1 | Bloomington, Minnesota |
| 29 december 1981 | Sovjetunionen - USA             | 7 - 0  | 5-0,1-0,1-0 | Bloomington, Minnesota |
| 29 december 1981 | Tjeckoslovakien - Schweiz       | 16 - 0 | 7-0,5-0,4-0 | Bloomington, Minnesota |
| 30 december 1981 | Finland - Sverige               | 9 - 6  | 3-1,2-2,4-3 | Burnsville, Minnesota  |
| 31 december 1981 | Tjeckoslovakien - Västtyskland  | 7 - 1  | 3-0,1-1,3-0 | New Ulm                |
| 31 december 1981 | Finland - Sovjetunionen         | 6 - 3  |             | Bloomington, Minnesota |
| 31 december 1981 | Sverige - USA                   | 4 - 2  | 3-0,1-1,0-1 | Bloomington, Minnesota |
| 1 januari 1982   | Kanada - Schweiz                | 11 - 1 | 4-0,3-1,4-0 | Minneapolis            |
| 2 januari 1982   | Västtyskland - Schweiz          | 6 - 5  | 3-2,0-2,3-1 | Mankato, Minnesota     |
| 2 januari 1982   | Sverige - Sovjetunionen         | 2 - 7  | 0-0,0-4,2-3 | Bloomington, Minnesota |
| 2 januari 1982   | Finland - USA                   | 8 - 4  |             | Bloomington, Minnesota |
| 2 januari 1982   | Kanada - Tjeckoslovakien        | 3 - 3  | 1-1,0-1,2-1 | Rochester, Minnesota   |

### Slutresultat
| P  | Lag             | S | V | O | F | Mål   | Poäng |
| -- | --------------- | - | - | - | - | ----- | ----- |
| 1. | Kanada          | 7 | 6 | 1 | 0 | 45-14 | 13    |
| 2. | Tjeckoslovakien | 7 | 5 | 1 | 1 | 44-17 | 11    |
| 3. | Finland         | 7 | 5 | 0 | 2 | 10-10 | 10    |
| 4. | Sovjetunionen   | 7 | 4 | 0 | 3 | 42-25 | 8     |
| 5. | Sverige         | 7 | 4 | 0 | 3 | 42-26 | 8     |
| 6. | USA             | 7 | 2 | 0 | 5 | 28-34 | 4     |
| 7. | Västtyskland    | 7 | 1 | 0 | 6 | 19-56 | 2     |
| 8. | Schweiz         | 7 | 0 | 0 | 7 | 15-81 | 0     |

### Skytteliga
| Spelare          | Land          | GP | G | A | Pts |
| ---------------- | ------------- | -- | - | - | --- |
| Raimo Summanen   | Finland       |    | 7 | 9 | 16  |
| Petri Striko     | Finland       |    | 8 | 7 | 15  |
| Risto Jalo       | Finland       |    | 7 | 8 | 15  |
| Mike Moller      | Kanada        |    | 5 | 9 | 14  |
| Anatolij Semenov | Sovjetunionen |    | 5 | 8 | 13  |
| Marc Habscheid   | Kanada        |    | 6 | 6 | 12  |
| Scott Arnell     | Kanada        |    | 5 | 6 | 11  |
| Bruce Aekin      | Kanada        |    | 4 | 7 | 11  |
| Oleg Starkov     | Sovjetunionen |    | 3 | 8 | 11  |
| Magnus Roupé     | Sverige       |    | 7 | 3 | 10  |

### Utnämningar

#### All-star lag
- Målvakt:  Mike Moffat
- Backar:  Gord Kluzak,  Ilja Bjakin
- Forwards: Petri Skriko,  Vladimír Ružicka,  Mike Moller

#### IIHFval av bäste spelare
- Målvakt:  Mike Moffat
- Back:  Gord Kluzak
- Forward:  Petri Skriko

### Spelartrupper

#### Kanada
- Målvakt: Mike Moffat
- Backar: Garth Butcher, Gord Kluzak, James Patrick
- Forwards: Mike Moller, Mark Morrison, Troy Murray, Carey Wilson

#### Finland
- Målvakter: Kari Takko, Jukka Tammi
- Backar: Hannu Henriksson, Timo Jutila, Harri Laurila, Heikki Leime, Jari Munck, Simo Saarinen, Hannu Virta
- Forwards: Risto Jalo, Pekka Järvelä, Hannu Järvenpää, Reijo Mikkolainen, Arto Sirviö, Petri Skriko, Raimo Summanen, Esa Tommila, Teppo Virta

#### Sverige
- Målvakter: Åke Liljebjörn, Peter Åslin
- Backar: Peter Andersson, Lennart Dahlberg, Jens Johansson, Mats Lusth, Ove Pettersson, Ulf Samuelsson
- Forwards: Jonas Bergqvist, Kjell Dahlin, Per-Erik Eklund, Michael Hjälm, Anders Johnson, Martin Linse, Peter Madach, Peter Nilsson, Magnus Roupé, Anders Wikberg, Jens Öhling

## B-JVM
Turneringen vanns av Norge som flyttades upp i Grupp A inför kommande JVM.

### Slutresultat
| Juniorvärldsmästerskapet 1982 - Grupp B | Juniorvärldsmästerskapet 1982 - Grupp B |
| --------------------------------------- | --------------------------------------- |
| 1.                                      | Norge                                   |
| 2.                                      | Österrike                               |
| 3.                                      | Japan                                   |
| 4.                                      | Danmark                                 |
| 5.                                      | Frankrike                               |
| 6.                                      | Italien                                 |
| 7.                                      | Nederländerna                           |
| 8.                                      | Jugoslavien                             |

### Spelform
De åtta lagen delades upp i två pooler, A och B. I respektive pool spelade alla mot alla i en inledande omgång. Lagen som placerar sig som etta i respektive pool möts för att avgöra placering ett och två, lagen som kommer tvåa möts för placering tre och fyra, treorna möts för placering fem och sex och fyrorna, de som kom sist i respektive pool, gör upp om slutplaceringarna sju och åtta.

### Inledande omgång

#### Pool A
| Datum | Match                   | Res.  | Periodres. |
| ----- | ----------------------- | ----- | ---------- |
|       | Frankrike - Jugoslavien | 6 - 1 |            |
|       | Österrike - Danmark     | 6 - 2 |            |
|       | Österrike - Frankrike   | 4 - 3 |            |
|       | Danmark - Jugoslavien   | 7 - 3 |            |
|       | Frankrike - Danmark     | 3 - 9 |            |
|       | Jugoslavien - Österrike | 5 - 9 |            |

| Pool A      | Matcher | V | O | F | Mål   | Poäng |
| ----------- | ------- | - | - | - | ----- | ----- |
| Österrike   | 3       | 3 | 0 | 0 | 19-10 | 6     |
| Danmark     | 3       | 2 | 0 | 1 | 18-12 | 4     |
| Frankrike   | 3       | 1 | 0 | 2 | 12-14 | 2     |
| Jugoslavien | 3       | 0 | 0 | 3 | 9-22  | 0     |

#### Pool B
| Datum | Match                   | Res.  | Periodres. |
| ----- | ----------------------- | ----- | ---------- |
|       | Japan - Italien         | 5 - 2 |            |
|       | Norge - Nederländerna   | 5 - 2 |            |
|       | Italien - Norge         | 2 - 6 |            |
|       | Nederländerna - Japan   | 2 - 9 |            |
|       | Japan - Norge           | 2 - 4 |            |
|       | Italien - Nederländerna | 2 - 2 |            |

| Pool B        | Matcher | V | O | F | Mål   | Poäng |
| ------------- | ------- | - | - | - | ----- | ----- |
| Norge         | 3       | 3 | 0 | 0 | 27-9  | 6     |
| Japan         | 3       | 2 | 0 | 1 | 16-10 | 4     |
| Italien       | 3       | 1 | 0 | 2 | 10-16 | 2     |
| Nederländerna | 3       | 0 | 0 | 3 | 8-29  | 0     |

### Placeringsmatcher
| Datum              | Match                       | Res.   | Periodres. |
| ------------------ | --------------------------- | ------ | ---------- |
| Match om 7:e plats |                             |        |            |
| 20 mars 1982       | Nederländerna - Jugoslavien | 11 - 2 |            |
| Match om 5:e plats |                             |        |            |
| 20 mars 1982       | Frankrike - Italien         | 6 - 2  |            |
| Match om 3:e plats |                             |        |            |
| 20 mars 1982       | Japan - Danmark             | 6 - 4  |            |
| Match om 1:a plats |                             |        |            |
| 20 mars 1982       | Norge - Österrike           | 3 - 2  |            |